# هانا ماينارد
هانا ماينارد هي مصورة كندية، ولدت في 17 يناير 1834 في Bude ‏ في المملكة المتحدة، وتوفيت في 15 مايو 1918 في فيكتوريا في كندا.